# Vanda spathulata
Vanda spathulata är en orkidéart som först beskrevs av Carl von Linné, och fick sitt nu gällande namn av Spreng.. Vanda spathulata ingår i släktet Vanda och familjen orkidéer. Inga underarter finns listade i Catalogue of Life.

## Bildgalleri

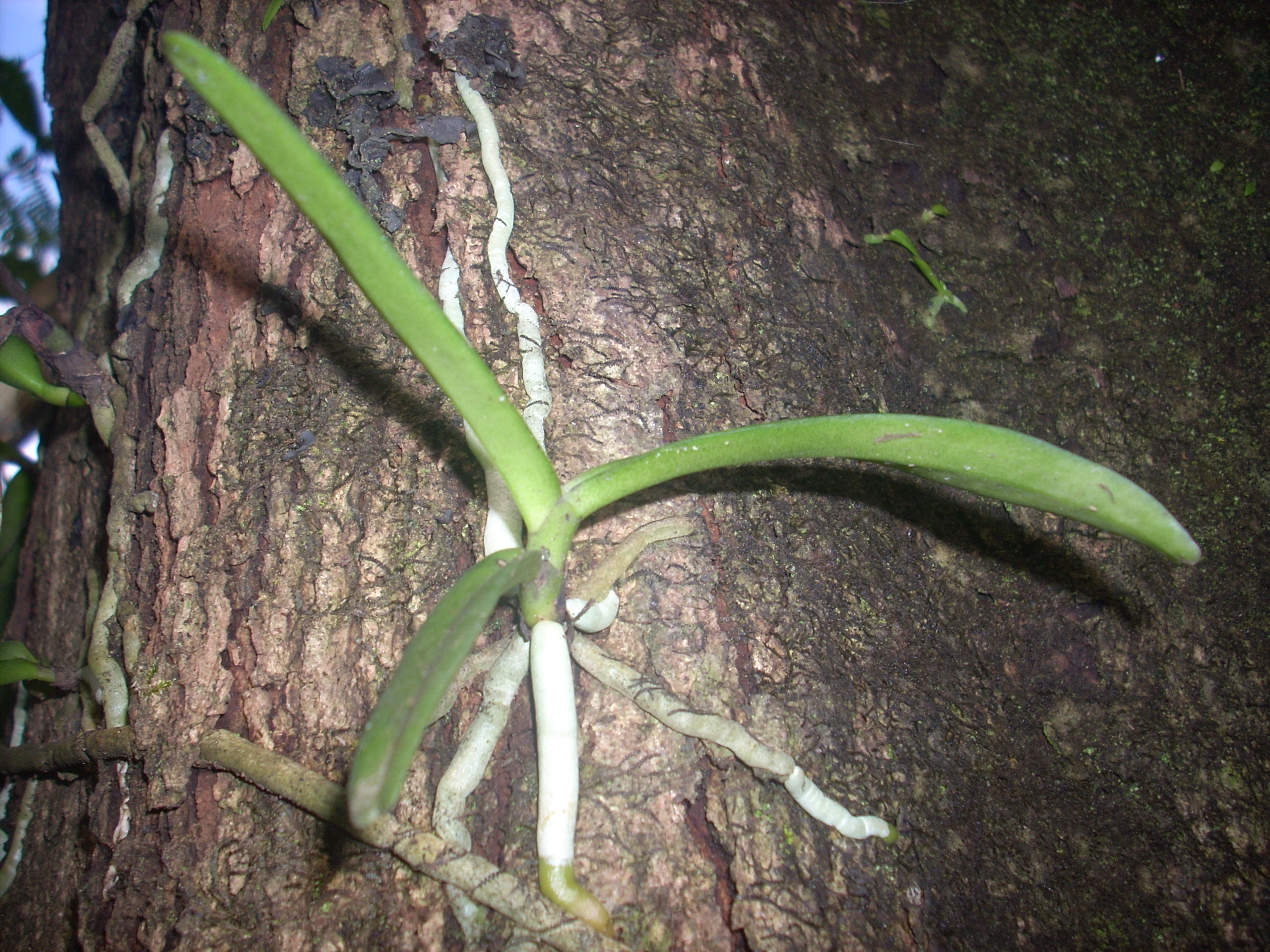
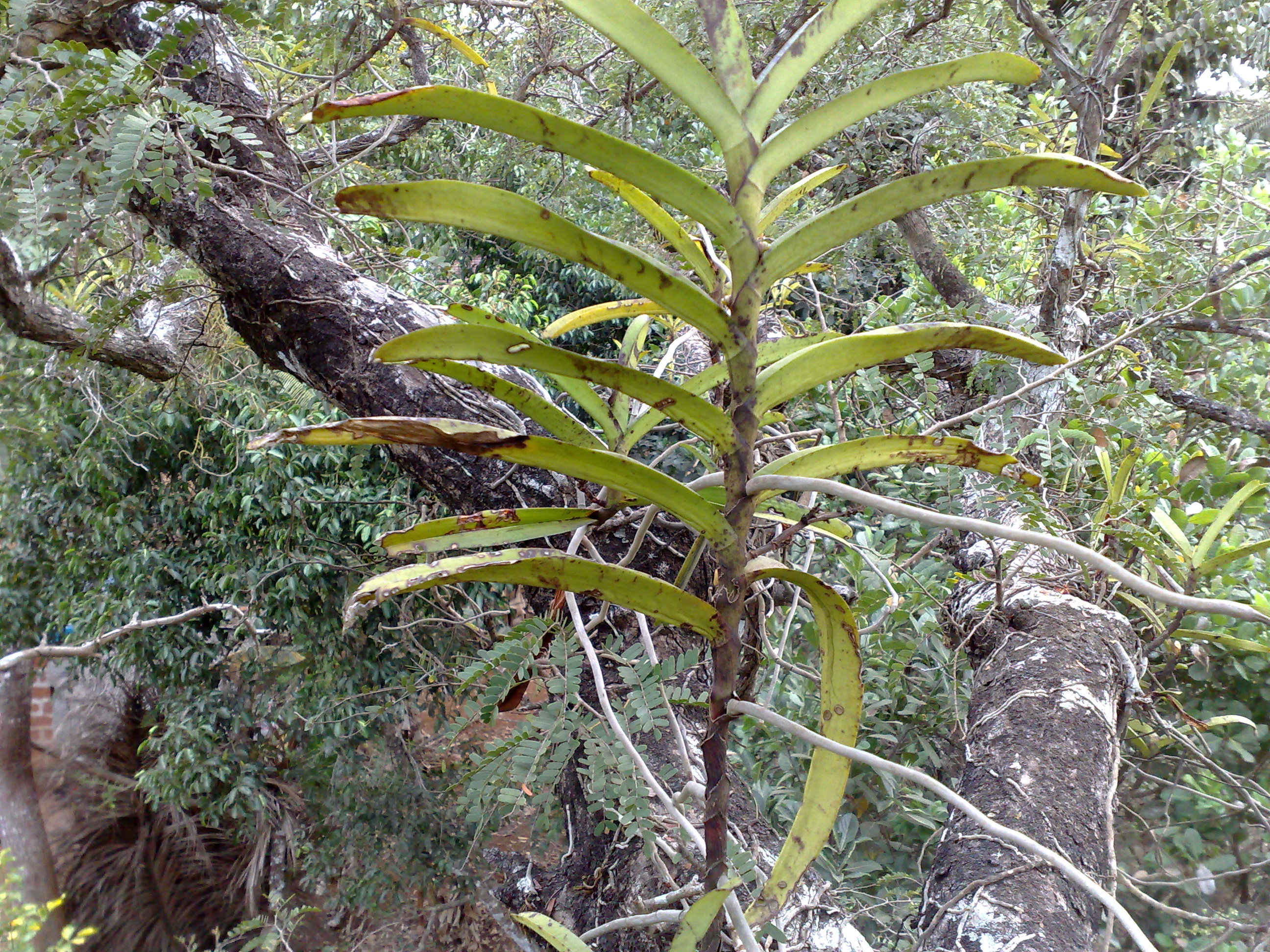